# Верхнесемлячинские
Верхнесемлячинские — горячие минеральные источники на полуострове Камчатка.
Находятся в районе двух вулканов — Бурлящего и Центрального Семячика, в верховьях реки Старый Семлячик.
Расположены в сильно разрушенном северном кратере вулкана Центральный Семячик. Здесь образовалась обширная чаша диаметром около 2 км, почти со всех сторон окруженная высокими обрывистыми стенами вся она является термальным полем. Температура источников до 100 °C. Дебит терм — 70 л/с. Состав воды источников — сульфатный кальциево-натриевый с минерализацией 0,245 г/л.